# 元實錄
元十三朝實錄（簡稱元實錄）為元朝官修實錄，今已亡佚。明初，徐達從順天府獲得此書，運至應天府，後來明朝修《元史》時，將《元實錄》大量內容抄入其中，因此可以通過《元史》對其進行一定程度的了解。

## 特點
《元實錄》為編年體。與唐、宋實錄不同，《元實錄》沒有大臣附傳，而是另修有《后妃功臣列傳》。

## 内容
自太祖鐵木真建國至元惠宗北走共歷15帝，其中元天順帝和元惠宗未修實錄，其餘十三朝實錄為：
- 《太祖实录》，於大德七年十月同太宗、定宗、睿宗、憲宗等實錄進程；有維吾爾文字版
- 《太宗实录》
- 《定宗实录》
- 《宪宗实录》
- 《世祖实录》，至元三十一年六月二十五日起監修，元贞元年六月十一日进呈，共210卷；另有《事目》54卷，《圣训》6卷
- 《成宗实录》，至大元年三月二十日起纂修，皇庆元年十月二十六日进呈，共56卷；另有《事目》10卷，《制诏录》7卷
- 《武宗实录》，至大四年五月初五日起纂修，與《成宗實錄》同日進呈，共50卷；另有《事目》7卷，《制诏录》3卷
- 《仁宗实录》，延祐七年十一月初九日起纂修，至治三年二月初四日进呈，共60卷；另有《事目》17卷，《制诏录》13卷
- 《英宗实录》，泰定元年十二月十四日起修纂，至顺元年五月十七日进呈，共40卷；另有《事目》8卷，《制诏录》2卷
- 《泰定实录》，於元統元年起纂修
- 《明宗实录》，於元統二年預修（成遵）
- 《文宗实录》，於元統二年預修（蘇天爵）
- 《宁宗实录》，於元統二年後預修（謝端）

除以上十三朝外，元朝還修有《睿宗实录》及《顺宗实录》一卷等。